# Helms Foundation College Basketball Player of the Year
El Helms Foundation College Basketball Player of the Year fue un galardón anual que se otorgaba al jugador de baloncesto universitario masculino más destacado de los Estados Unidos. El premio se comenzó a dar en la temporada 1904-05 y dejó de hacerse en la temporada 1978-79. Fue durante muchos años el principal galardón del baloncesto universitario, y la Helms Athletic Foundation estaba considerada en aquel tiempo como una autoridad en el deporte universitario. La aparición del Naismith College Player of the Year en 1969 y la posterior del John R. Wooden Award llevaron al galardón a la desaparición.

## Clave
| †           | Co-Jugadores del Año                                                           |
| *           | Elegido para el Naismith Memorial Basketball Hall of Fame                      |
| Jugador (X) | Denota el número de veces que el jugador ha ganado el premio hasta ese momento |

## Ganadores

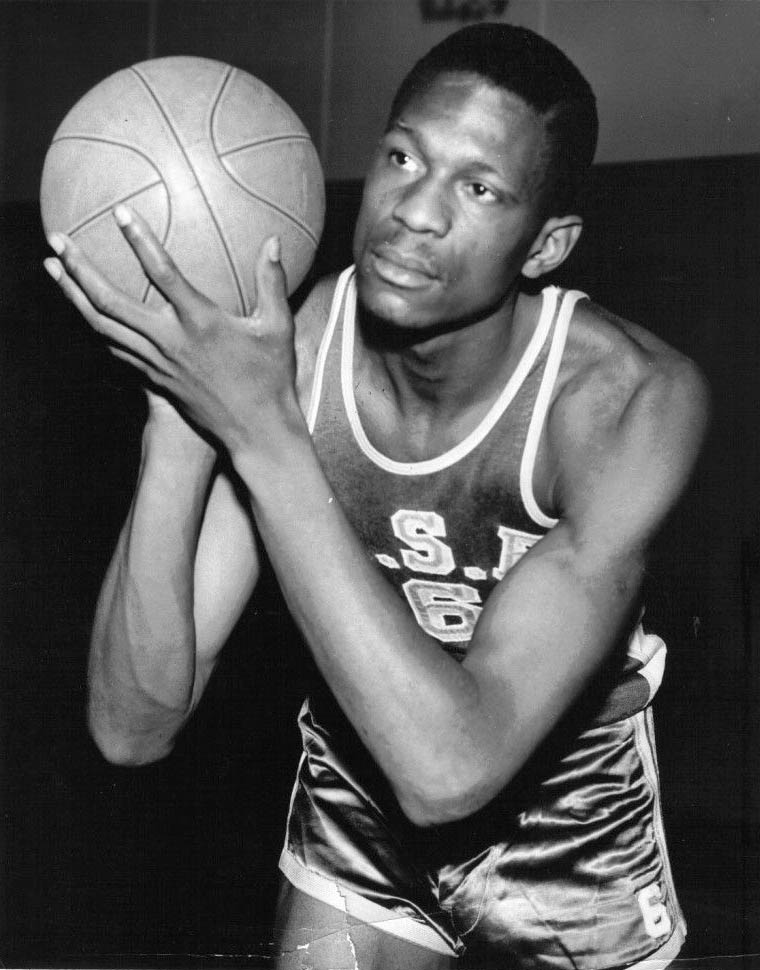
Bill Russell es el únivo ganador de San Francisco.

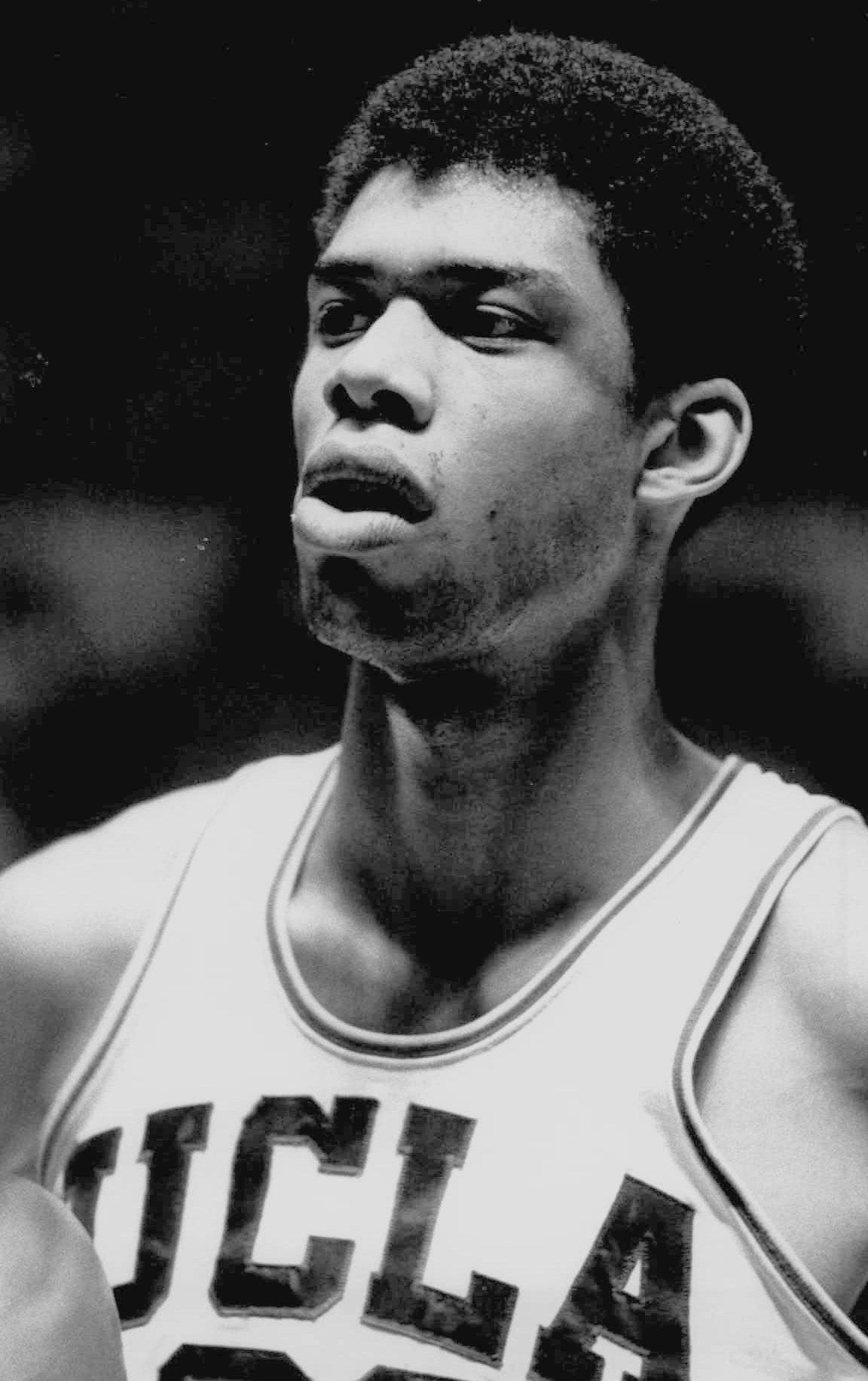
Lew Alcindor (más tarde Kareem Abdul-Jabbar) fue el único en ganarlo en 3 ocasiones.

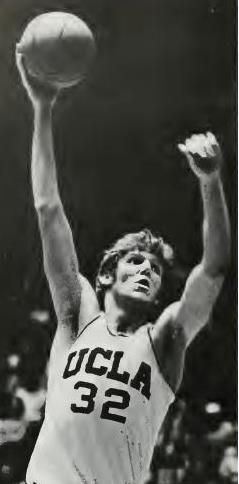
Bill Walton de UCLA fue premiado en 1972 y 1973.

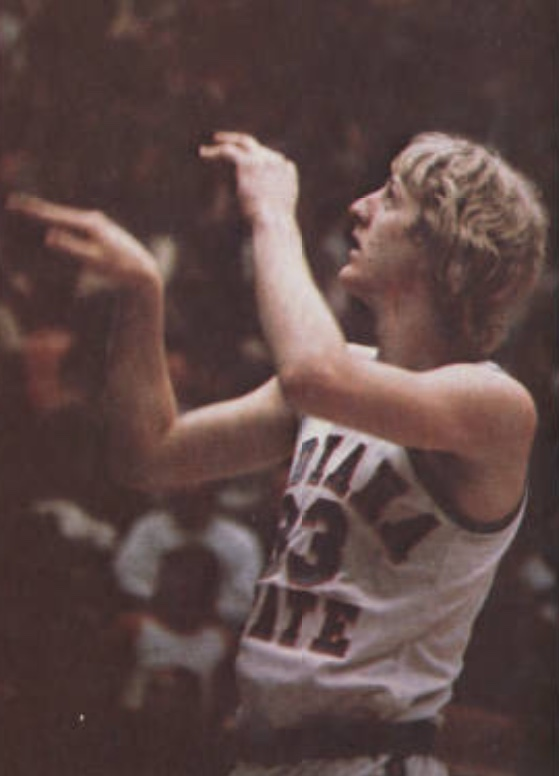
Larry Bird fue el último receptor del premio en 1979.

| Temporada | Jugador              | Universidad          | Posición      | Curso     |
| --------- | -------------------- | -------------------- | ------------- | --------- |
| 1904–05   | Christian Steinmetz* | Wisconsin            | Alero         |           |
| 1905–06   | George Grebenstein   | Dartmouth            | Alero         | Junior    |
| 1906–07   | Gilmore Kinney       | Yale                 | Alero         | Senior    |
| 1907–08   | Charles Keinath      | Pennsylvania         | Alero         | Junior    |
| 1908–09   | John Schommer*       | Chicago              |               | Senior    |
| 1909–10   | Harlan "Pat" Page    | Chicago              | Base          | Senior    |
| 1910–11   | Ted Kiendl           | Columbia             | Alero         | Senior    |
| 1911–12   | Otto Stangel         | Wisconsin            | Alero         |           |
| 1912–13   | Eddie Calder         | St. Lawrence         | Alero         |           |
| 1913–14   | Gil Halstead         | Cornell              | Pívot         | Senior    |
| 1914–15   | Ernest Houghton      | Union (NY)           |               | Senior    |
| 1915–16   | George Levis         | Wisconsin            | Alero         | Senior    |
| 1916–17   | Ray Woods            | Illinois             | Base          | Senior    |
| 1917–18   | Bill Chandler        | Wisconsin            | Pívot         | Senior    |
| 1918–19   | Erling Platou        | Minnesota            | Base          | Junior    |
| 1919–20   | Howard Cann*         | NYU                  |               | Senior    |
| 1920–21   | George Williams      | Missouri             | Pívot         | Senior    |
| 1921–22   | Charles Carney       | Illinois             | Pívot         | Senior    |
| 1922–23   | Paul Endacott*       | Kansas               | Base          | Senior    |
| 1923–24   | Charlie T. Black     | Kansas               | Base          | Senior    |
| 1924–25   | Earl Mueller         | Colorado College     | Pívot         | Senior    |
| 1925–26   | Jack Cobb            | North Carolina       | Alero         | Senior    |
| 1926–27   | Vic Hanson*          | Syracuse             | Alero         | Senior    |
| 1927–28   | Victor Holt          | Oklahoma             | Pívot         | Senior    |
| 1928–29   | John "Cat" Thompson* | Montana State        | Alero         | Junior    |
| 1929–30   | Chuck Hyatt*         | Pittsburgh           | Base          | Senior    |
| 1930–31   | Bart Carlton         | Ada Teachers College |               |           |
| 1931–32   | John Wooden*         | Purdue               | Base          | Junior    |
| 1932–33   | Forest Sale          | Kentucky             | Alero / Pívot | Senior    |
| 1933–34   | Wesley Bennett       | Westminster (PA)     | Pívot         | Senior    |
| 1934–35   | Leroy Edwards        | Kentucky             | Pívot         | Sophomore |
| 1935–36   | John Moir            | Notre Dame           | Alero         | Sophomore |
| 1936–37   | Hank Luisetti        | Stanford             | Alero         | Sophomore |
| 1937–38   | Hank Luisetti* (2)   | Stanford             | Alero         | Junior    |
| 1938–39   | Chet Jaworski        | Rhode Island         | Alero         | Senior    |
| 1939–40   | George Glamack       | North Carolina       | Pívot         | Junior    |
| 1940–41   | George Glamack (2)   | North Carolina       | Pívot         | Senior    |
| 1941–42   | Stan Modzelewski     | Rhode Island         | Base / Alero  | Senior    |
| 1942–43   | George Senesky       | Saint Joseph's       | Base          | Senior    |
| 1943–44   | George Mikan*        | DePaul               | Pívot         | Junior    |
| 1944–45   | George Mikan* (2)    | DePaul               | Pívot         | Senior    |
| 1945–46   | Bob Kurland*         | Oklahoma A&M         | Pívot         | Senior    |
| 1946–47   | Gerald Tucker        | Oklahoma             | Pívot         | Senior    |
| 1947–48   | Ed Macauley*         | Saint Louis          | Pívot         | Junior    |
| 1948–49   | Tony Lavelli         | Yale                 | Alero         | Senior    |
| 1949–50   | Paul Arizin*         | Villanova            | Alero         | Senior    |
| 1950–51   | Dick Groat           | Duke                 | Base          | Junior    |
| 1951–52   | Clyde Lovellette*    | Kansas               | Alero / Pívot | Senior    |
| 1952–53   | Bob Houbregs*        | Washington           | Pívot         | Senior    |
| 1953–54   | Tom Gola*            | La Salle             | Base / Alero  | Senior    |
| 1954–55   | Bill Russell*        | San Francisco        | Pívot         | Junior    |
| 1955–56   | Bill Russell* (2)    | San Francisco        | Pívot         | Senior    |
| 1956–57   | Lennie Rosenbluth    | North Carolina       | Alero         | Senior    |
| 1957–58   | Elgin Baylor*        | Seattle              | Alero / Pívot | Junior    |
| 1958–59   | Oscar Robertson*     | Cincinnati           | Base          | Junior    |
| 1959–60   | Oscar Robertson* (2) | Cincinnati           | Base          | Senior    |
| 1960–61   | Jerry Lucas*         | Ohio State           | Alero / Pívot | Junior    |
| 1961–62   | Paul Hogue           | Cincinnati           | Pívot         | Senior    |
| 1962–63   | Art Heyman           | Duke                 | Base          | Senior    |
| 1963–64   | Walt Hazzard         | UCLA                 | Base          | Senior    |
| 1964–65†  | Bill Bradley*        | Princeton            | Base / Alero  | Senior    |
| 1964–65†  | Gail Goodrich*       | UCLA                 | Base          | Senior    |
| 1965–66   | Cazzie Russell       | Michigan             | Base / Alero  | Senior    |
| 1966–67   | Lew Alcindor*        | UCLA                 | Pívot         | Sophomore |
| 1967–68   | Lew Alcindor* (2)    | UCLA                 | Pívot         | Junior    |
| 1968–69   | Lew Alcindor* (3)    | UCLA                 | Pívot         | Senior    |
| 1969–70†  | Pete Maravich*       | LSU                  | Base          | Senior    |
| 1969–70†  | Sidney Wicks         | UCLA                 | Alero / Pívot | Junior    |
| 1970–71†  | Austin Carr          | Notre Dame           | Base          | Senior    |
| 1970–71†  | Sidney Wicks (2)     | UCLA                 | Alero / Pívot | Senior    |
| 1971–72   | Bill Walton*         | UCLA                 | Pívot         | Junior    |
| 1972–73   | Bill Walton* (2)     | UCLA                 | Pívot         | Senior    |
| 1973–74   | David Thompson*      | NC State             | Base / Alero  | Junior    |
| 1974–75   | David Thompson* (2)  | NC State             | Base / Alero  | Senior    |
| 1975–76†  | Kent Benson          | Indiana              | Pívot         | Junior    |
| 1975–76†  | Scott May            | Indiana              | Alero         | Senior    |
| 1976–77   | Marques Johnson      | UCLA                 | Base          | Senior    |
| 1977–78   | Jack Givens          | Kentucky             | Base / Alero  | Senior    |
| 1978–79   | Larry Bird*          | Indiana State        | Alero         | Senior    |